# Rinaldo Botti
Pour les articles homonymes, voir Botti.
Rinaldo Botti (Florence, 1658 - Florence, 31 mars 1740) est un peintre italien qui fut actif pendant la période baroque, principalement dans sa ville natale de Florence et spécialisé en quadratura. 

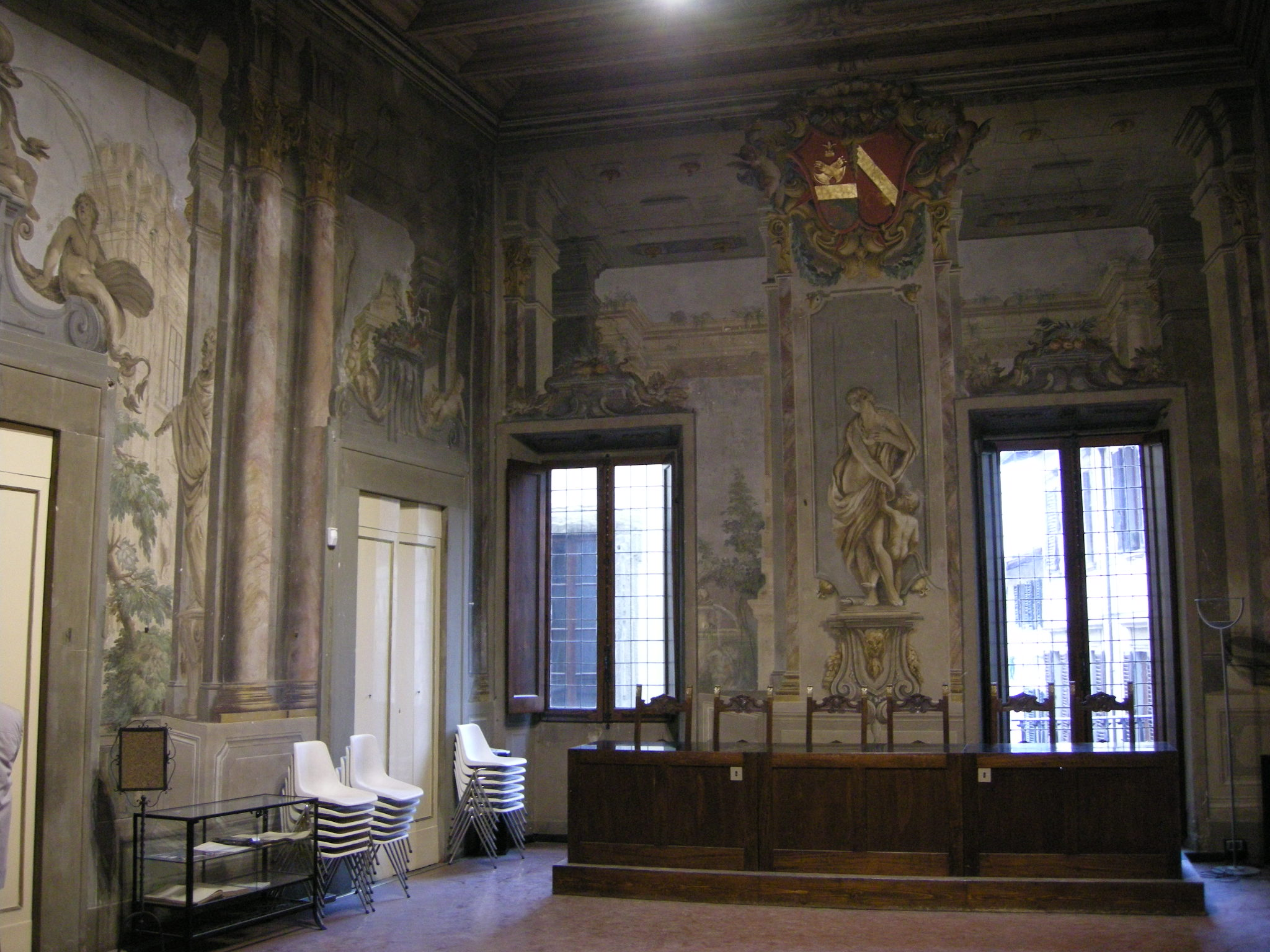
Palazzo Roffia, Florence.

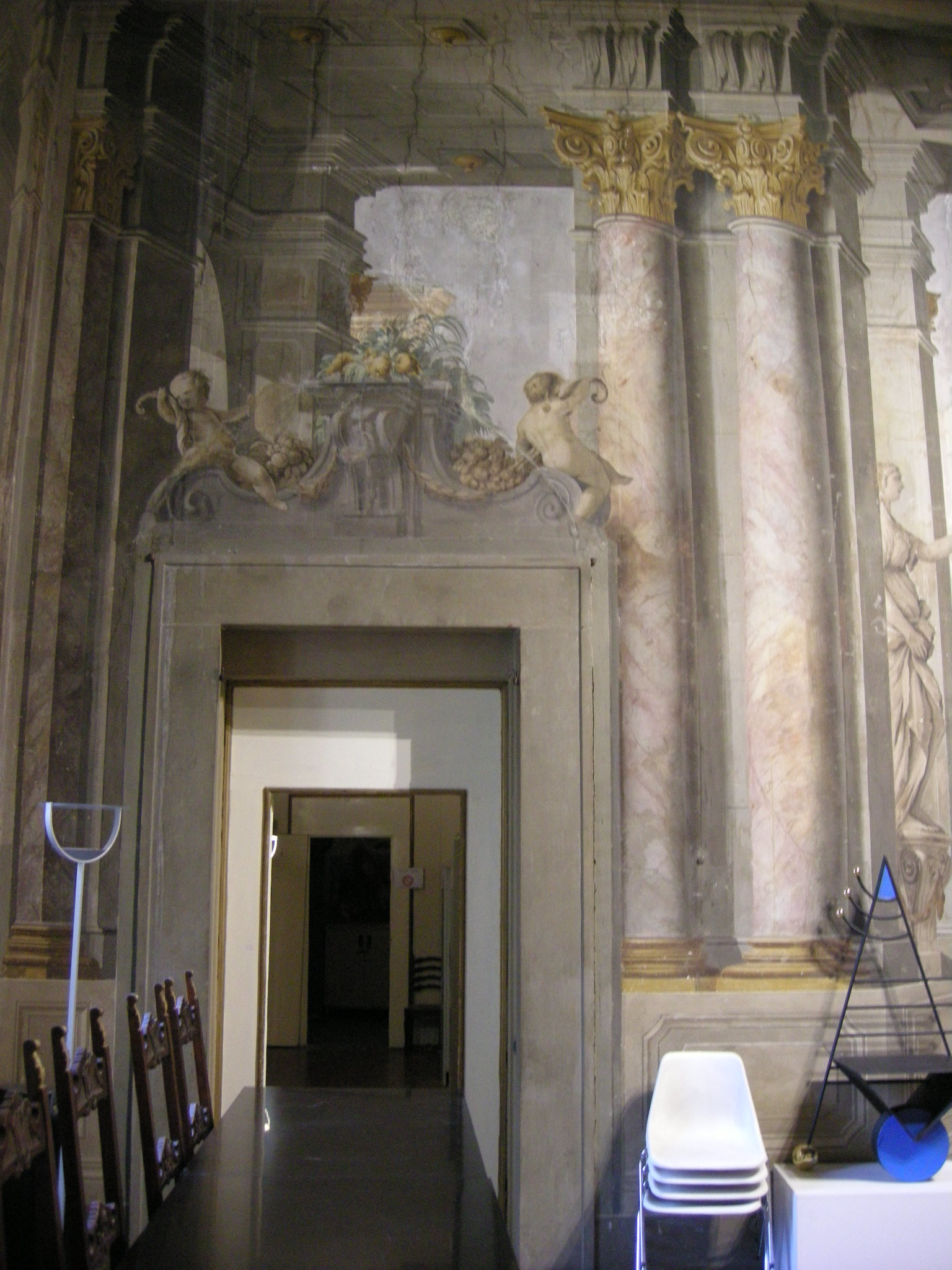
Palazzo Roffia, salon.

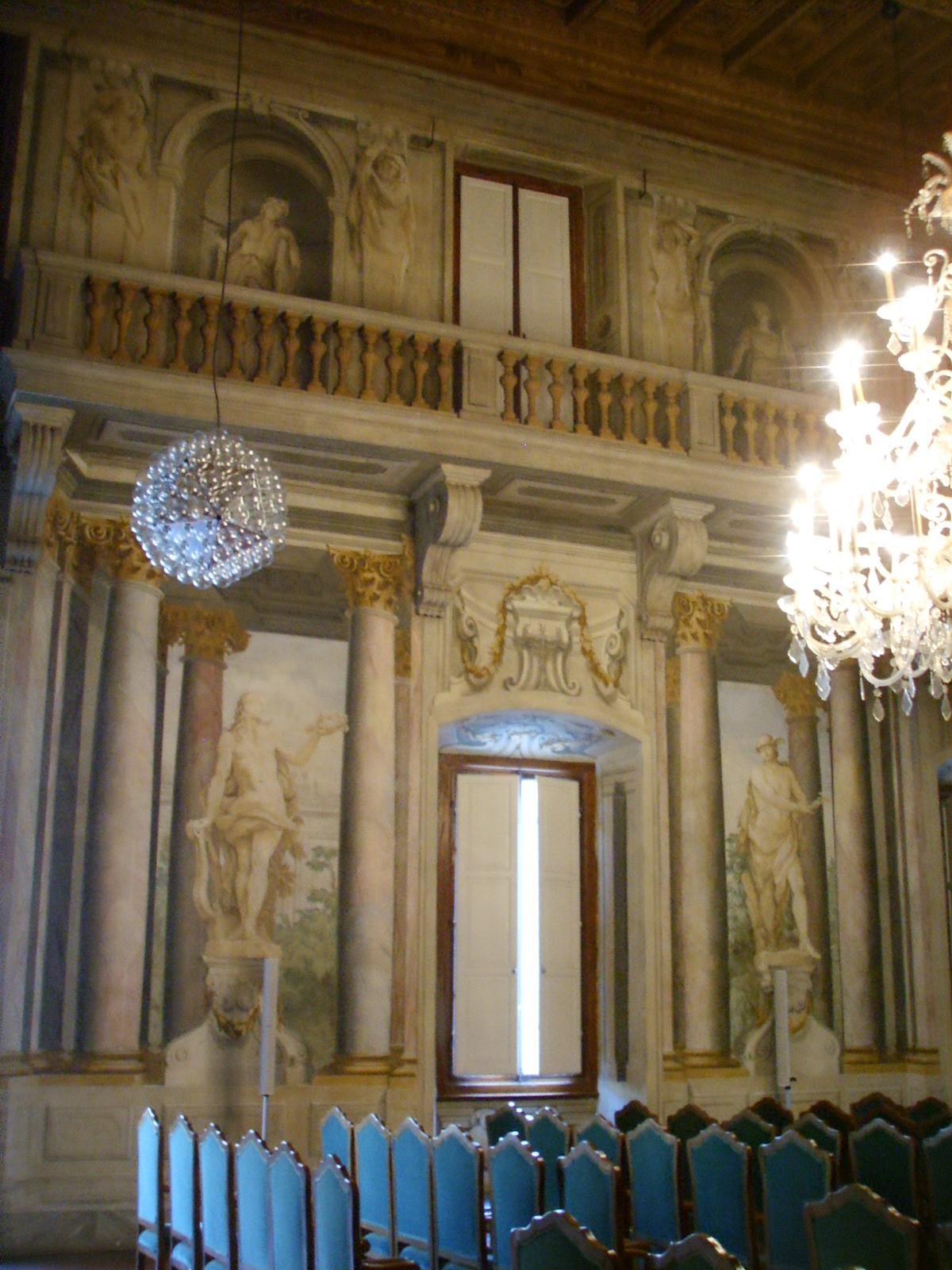
Salon Palazzo Incontri, Florence.

## Biographie
Rinaldo Botti a été l'élève de Jacopo Chiavistelli. 
Dans le Palais de Francesco Gaburri sur la via Ghibellina, il a travaillé avec Lorenzo del Moro dans la décoration de certaines peintures murales (1708). 
Avec le même artiste, il a travaillé (1702) au piano nobile du Palazzo Incontri.
Avec Andrea Landini en 1700, il a collaboré aux décorations murales de la Villa de Feroni dont les stucs ont été ajoutés par Giovanni Battista Ciceri.
Rinaldo Botti  a également travaillé à Pescia :
- Oratoire de la Misericordia (1702),
- Nef de Santa Maria Maddalena,
- Oratoire de San Biagio,
- Église Santa Maria Nuova,
- Casa Galeffi,
- Théâtre des Accademici Cheti.

En 1703, il participe avec une équipe comprenant Giuseppe Tonelli, Lorenzo Del Moro, Stefano Papi et Landini, à la décoration de la Villa di Lappeggi appartenant au cardinal Francesco Maria de' Medici. 
En 1705, avec del Moro, il décore la quadratura de l'église de San Domenico de Fiesole.

## Autres œuvres
- Plafond de l'église de Santa Elisabetta delle Convertite, une ancienne église sur la via dei Serragli, Florence.
- Fresque de la voûte, Ospedale vecchio di San Giovanni di Dio, Borgo Ognissanti, Florence
- Palazzo Roffia (1704) (quadratura), Borgo Pinti 13, Florence.